# Çeltek (Aksaray)
Çeltek  ist ein Dorf im zentralen Bezirk der türkischen Provinz Aksaray mit 152 Einwohnern (Stand: Ende 2021). 2012 betrug die Einwohnerzahl 148. Es liegt etwa dreizehn Kilometer südöstlich des Stadtzentrums von Aksaray. Von der Fernstraße, die Aksaray mit dem Ihlara-Tal und mit Güzelyurt verbindet, zweigt sechs Kilometer südlich von Gücünkaya eine asphaltierte Straße nach Südwesten ab, die nach Çeltek führt.
Etwa drei Kilometer südwestlich des Ortes, über eine Schotterpiste erreichbar, liegt die byzantinische Kirche Çanlı Kilise mit einer umfangreichen Höhlensiedlung.